# ギンタレ・ヴォルンゲビシウテ
ギンタレ・ヴォルンゲビシウテ（Gintarė Volungevičiūtė, 1982年11月12日 - ）はリトアニアのカウナス出身のセーリング選手。2008年に開催された北京オリンピックセーリング競技の女子レーザーラジアル級にリトアニア唯一の女子セーリング選手として参加した。序盤より上位に食い込み、一時はトップに立ったもののアメリカ代表のアナ・タニクリフの猛追によって逆転され、セーリング競技でリトアニア初となるメダルである銀メダルを獲得した。